# Eduard van der Nüll

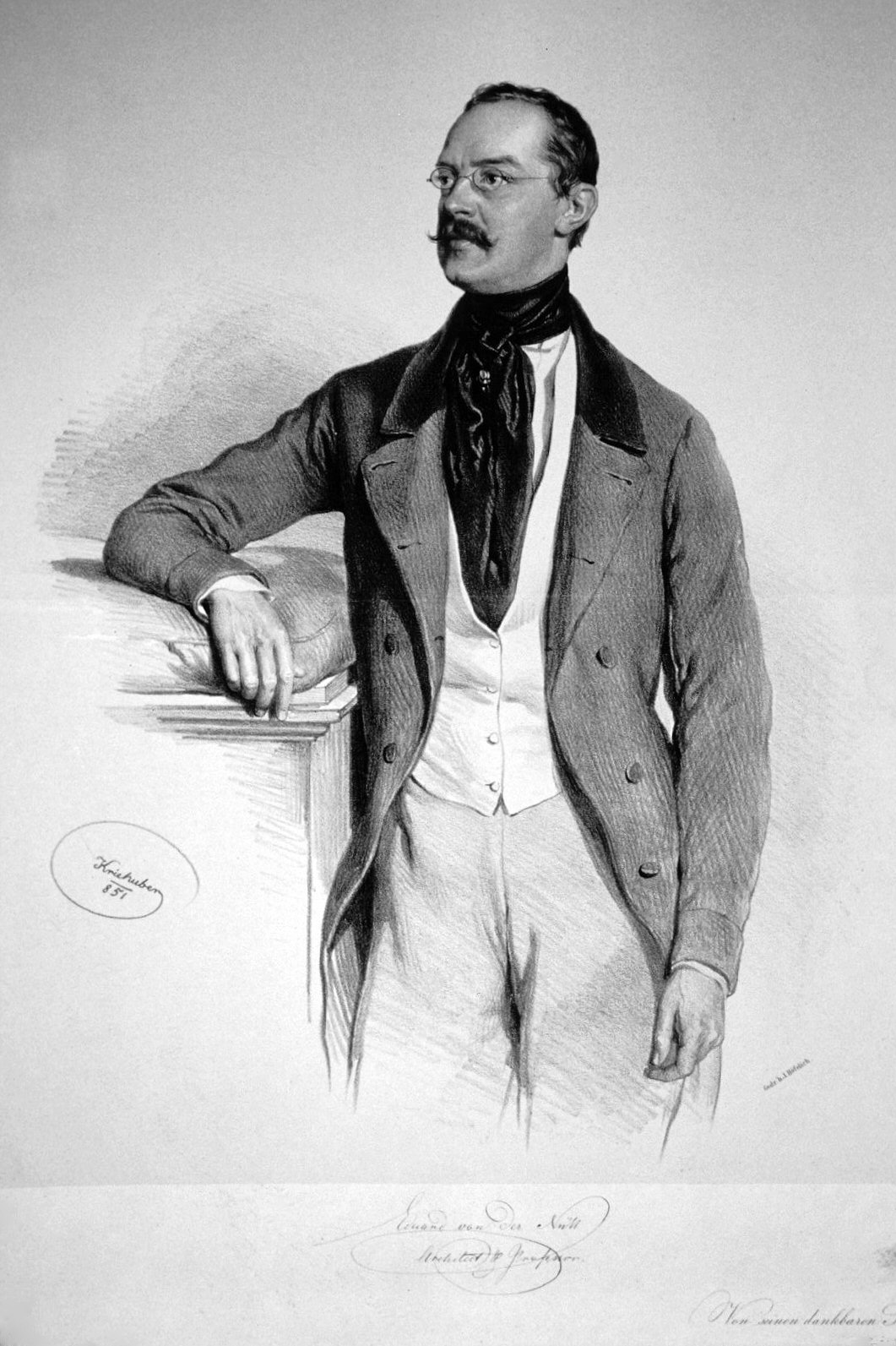
Eduard van der Nüll, Lithographie von Josef Kriehuber, 1851

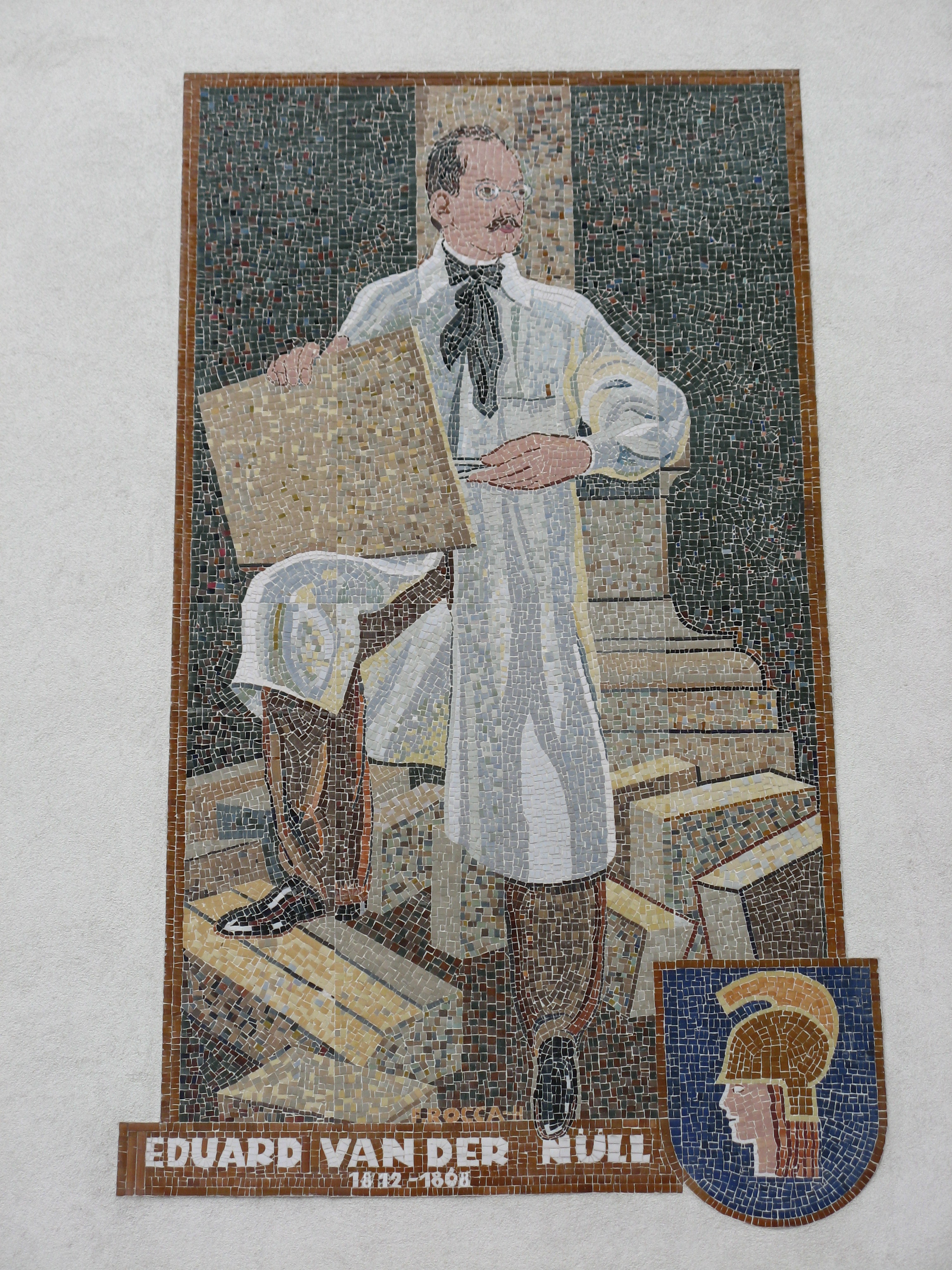
Mosaik Ecke Van-der-Nüll-Gasse/Davidgasse in Wien-Favoriten

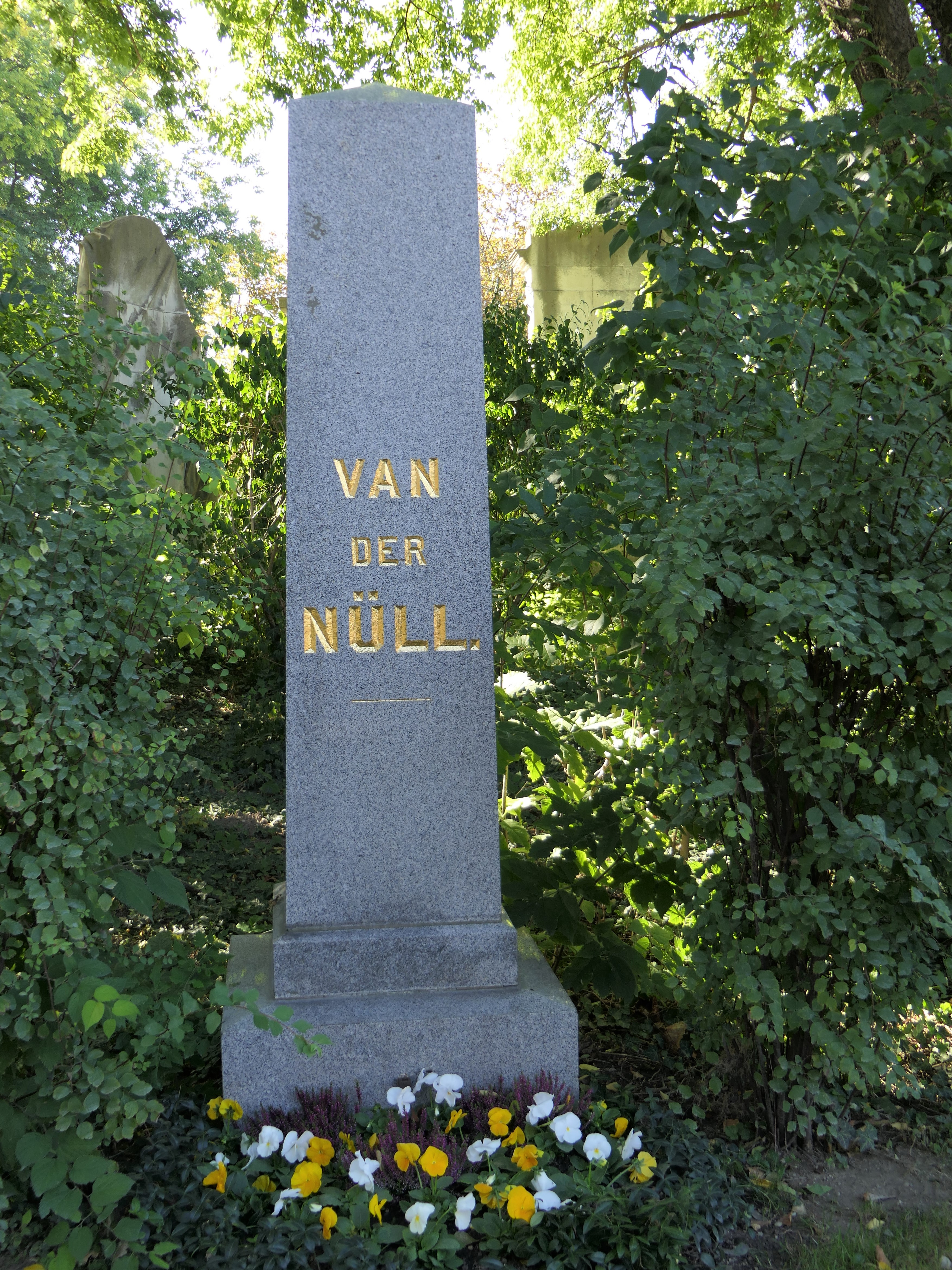
Grab van der Nülls

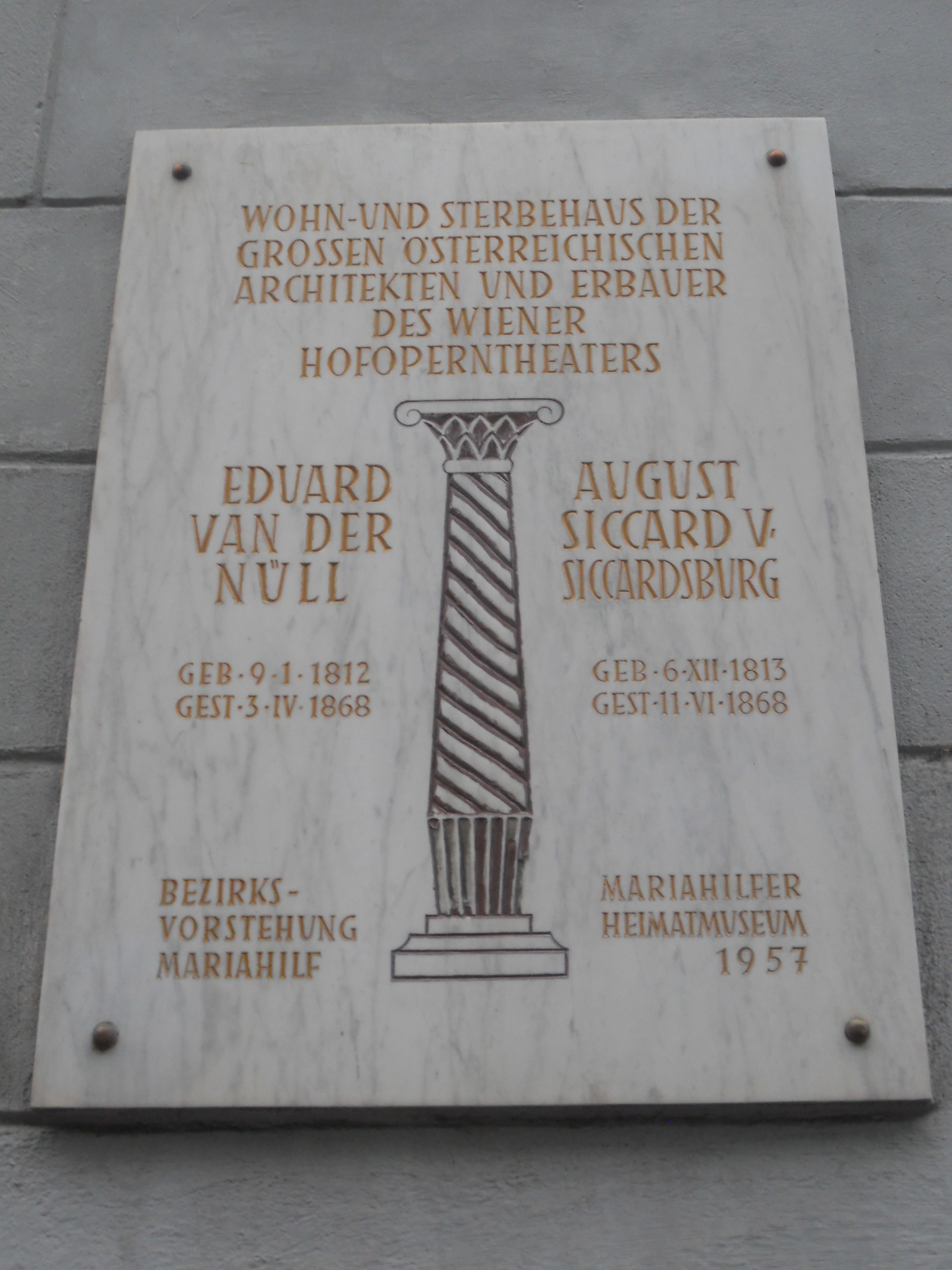
Gedenktafel auf Sicardsburgs und van der Nülls Wohnhaus Schadekgasse 4 in Wien

Eduard van der Nüll (getauft am 9. Jänner 1812 in Wien; † 3. April 1868 ebenda) war ein österreichischer Architekt, der als einer der bedeutendsten Meister des Historismus der Ringstraßenzeit gilt.

## Leben und Wirken
Nach einem Studium am Polytechnikum in Wien und Akademiestudien (unter anderem bei Peter von Nobile, Paul Wilhelm Eduard Sprenger und Carl Roesner) unternahm er mit seinem Freund August Sicard von Sicardsburg ausgedehnte Studienreisen durch Westeuropa. 1844 wurde er Professor an der Wiener Akademie. Für ihn wurde ein neuer Lehrstuhl für Perspektive und Ornamentik geschaffen.
Mit von Sicardsburg blieb er lebenslang in einer beruflichen und künstlerischen Gemeinschaft verbunden, wobei von Sicardsburg eher für praktisch-technische und van der Nüll für ästhetisch-dekorative Fragen zuständig war. Ihr erstes gemeinsames Werk war 1847 das mittlerweile abgetragene Carltheater in Wien-Leopoldstadt. Auch am Arsenal bauten sie in den 1850er Jahren einige Teile, so etwa das Kommandogebäude. Van der Nüll alleine hatte in diesem Jahrzehnt die Oberaufsicht über die Ausstattung der Altlerchenfelder Pfarrkirche, eines wichtigen Übergangswerks vom Klassizismus zum Historismus.
Ihr bedeutendstes gemeinsames Werk ist jedoch die Hofoper, die im Stil der Frührenaissance 1861 bis 1869 als erstes öffentliches Gebäude der Wiener Ringstraße errichtet wurde. Gegenüber dem Heinrichshof (im Zweiten Weltkrieg zerstört und 1955 durch den Opernringhof ersetzt), einem privaten Zinshaus riesigen Ausmaßes konnte sie ihre Monumentalität jedoch nicht richtig entfalten. Die Enttäuschung der Wiener Öffentlichkeit, dass das lang erwartete erste Monumentalgebäude des neuen Prachtboulevards nur ein halber Erfolg war, schlug in eine Pressekampagne gegen die beiden Architekten um; auch Kaiser Franz Joseph sparte nicht mit Kritik. Nachdem das Straßenniveau vor der Oper nach Baubeginn um einen Meter gehoben worden war, bezeichnete man die Oper als „versunkene Kiste“ und – in Analogie zum militärischen Desaster von 1866 – „Königgrätz der Baukunst“.
Nach allgemeiner Ansicht verzweifelte van der Nüll an der Kritik und erhängte sich am 3. April 1868, während seine Ehefrau Marie im achten Monat schwanger war. Manche Quellen wie der Sachbuchautor Johann Szegö bezweifeln aber diesen Kausalzusammenhang und geben schwere gesundheitliche Probleme als wahrscheinliche Ursache für den Suizid an. Van der Nülls Kollege von Sicardsburg starb knapp zehn Wochen später. Es heißt, der Kaiser habe auf den Selbstmord van der Nülls so schockiert reagiert, dass er sich von da an zu allen neuen Kunstphänomenen nur mit der stereotypen Phrase „Es war sehr schön, es hat mich sehr gefreut“ geäußert habe.
Eduard van der Nüll wurde 1868 im Währinger Ortsfriedhof begraben und am 21. Mai 1889 in ein Ehrengrab auf dem Wiener Zentralfriedhof (Gruppe 32 A, Nummer 5) umgebettet. In seiner Geburtsstadt Wien wurde 1875 die Van-der-Nüll-Gasse im 10. Bezirk Favoriten nach ihm benannt.

## Arbeiten und Entwürfe
- Innenausstattung Altlerchenfelder Pfarrkirche, 1848–1861
- Sockel für das Denkmal für Erzherzog Karl am Heldenplatz, 1859
- Sockel für das Denkmal für Prinz Eugen am Heldenplatz, 1856

gemeinsam mit August Sicard von Sicardsburg
- Schutzengelbrunnen, 1843–1846
- Sophienbad, 1845
- Carltheater, 1846–1847
- Mineralschwimmschule Baden, 1847–1848
- Arsenal, 1849–1855
- Miethaus Roberthof, 1855
- Hofoper, 1861–1869
- Haas-Haus, 1866–1868
- Palais Larisch-Mönnich, 1867–1868
- Industriepalast anlässlich der Wiener Weltausstellung 1873

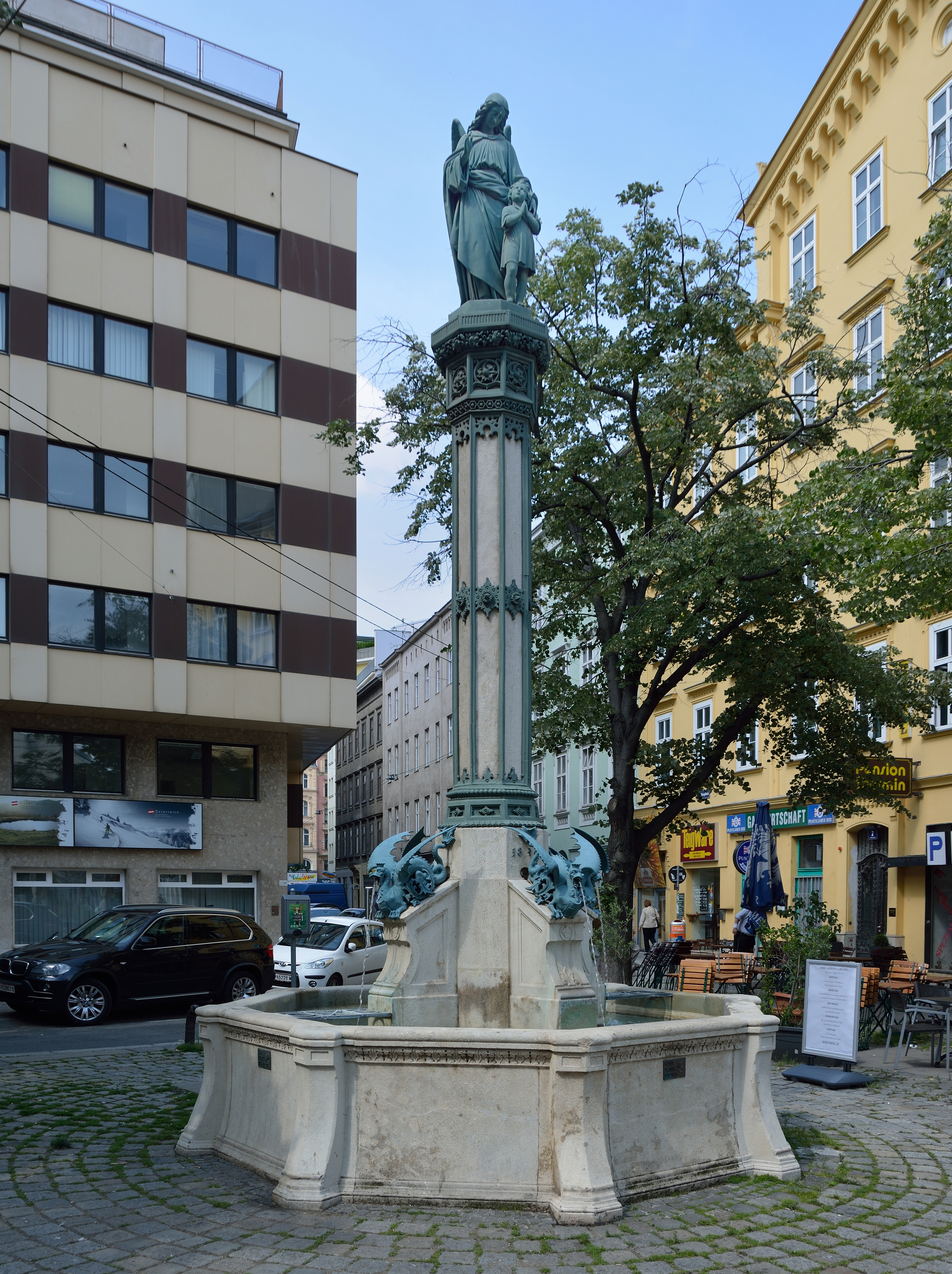
Schutzengelbrunnen
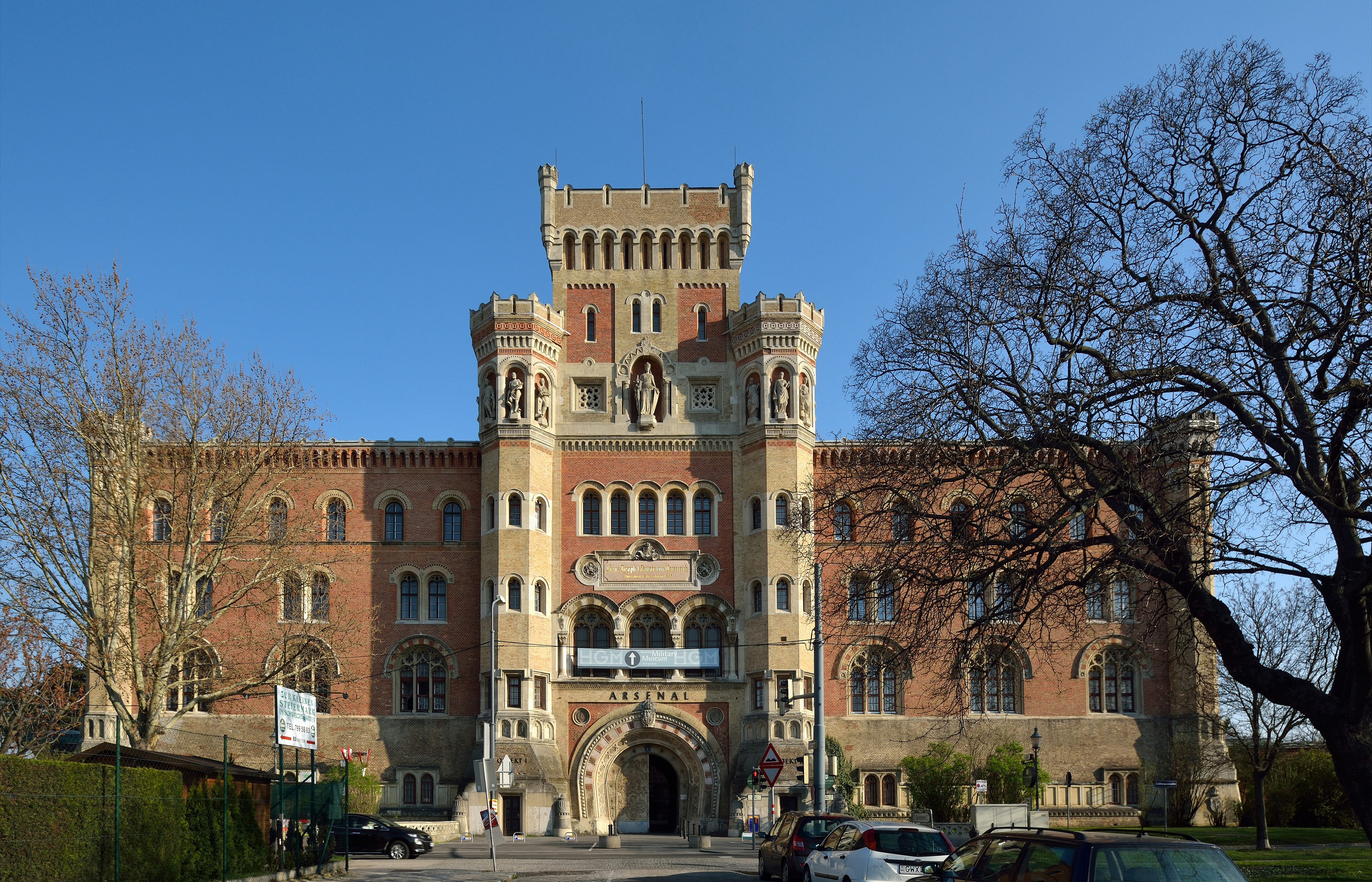
Arsenal Objekt 1
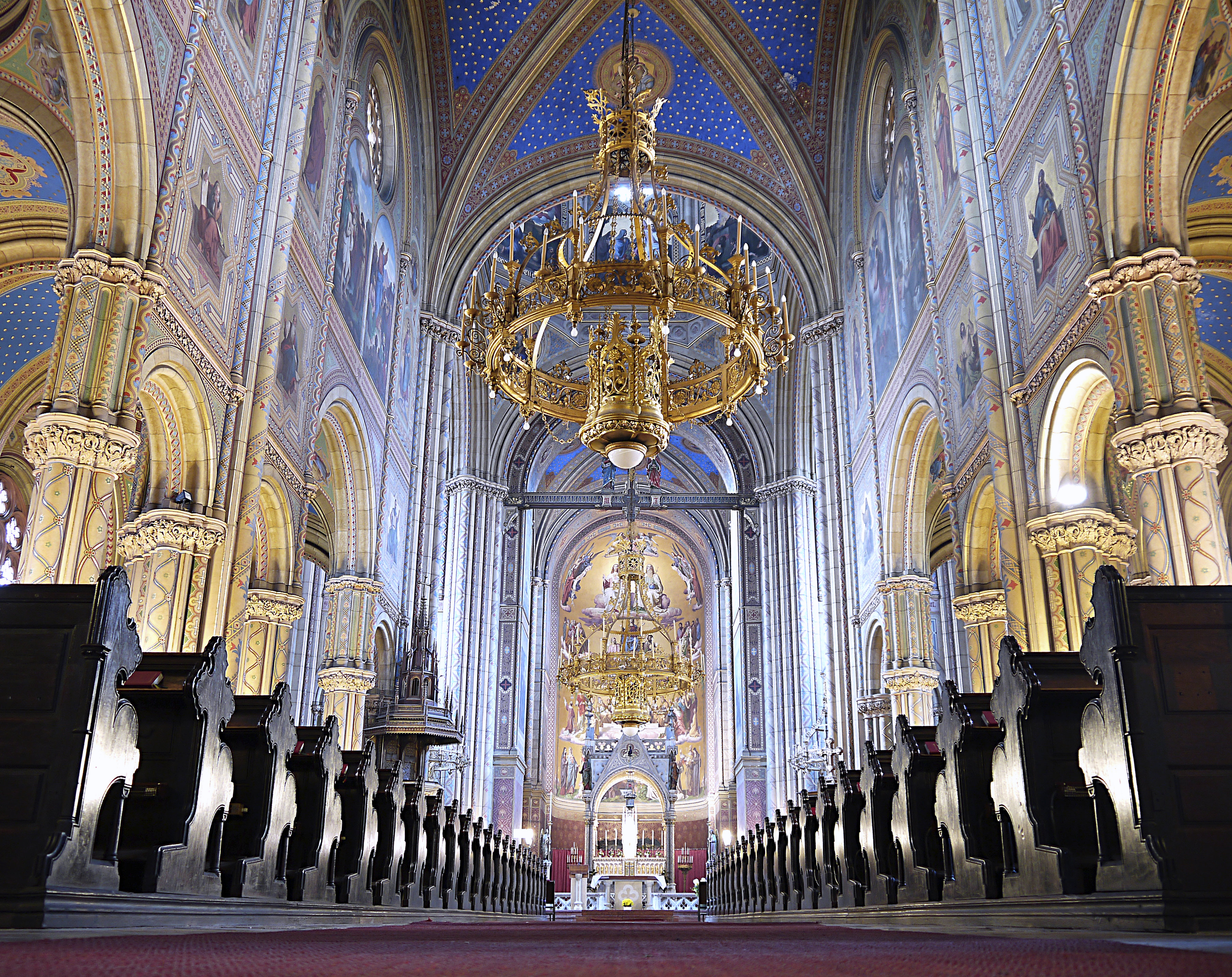
Altlerchenfelder Pfarrkirche, Innenansicht
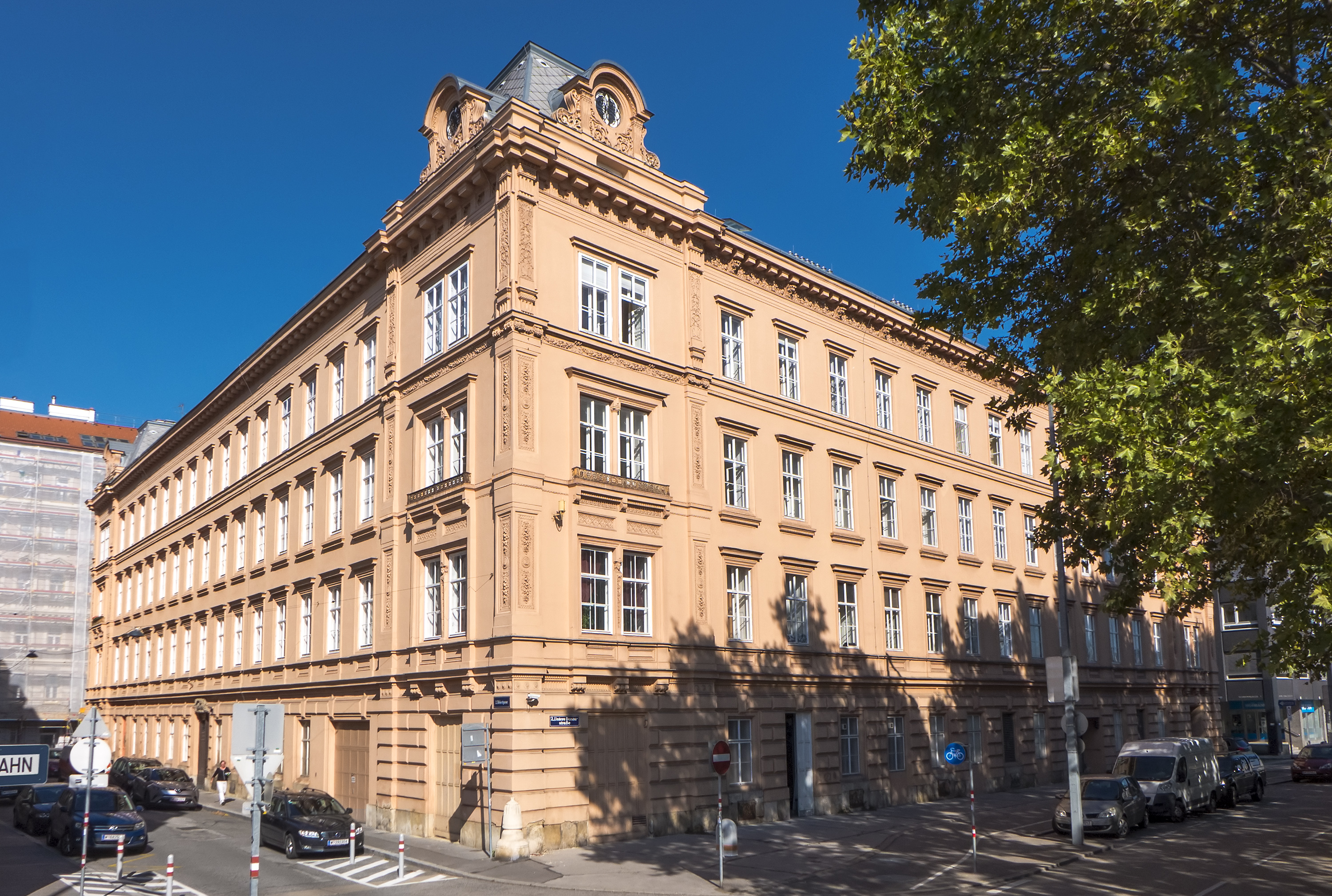
Der Roberthof in der Leopoldstadt
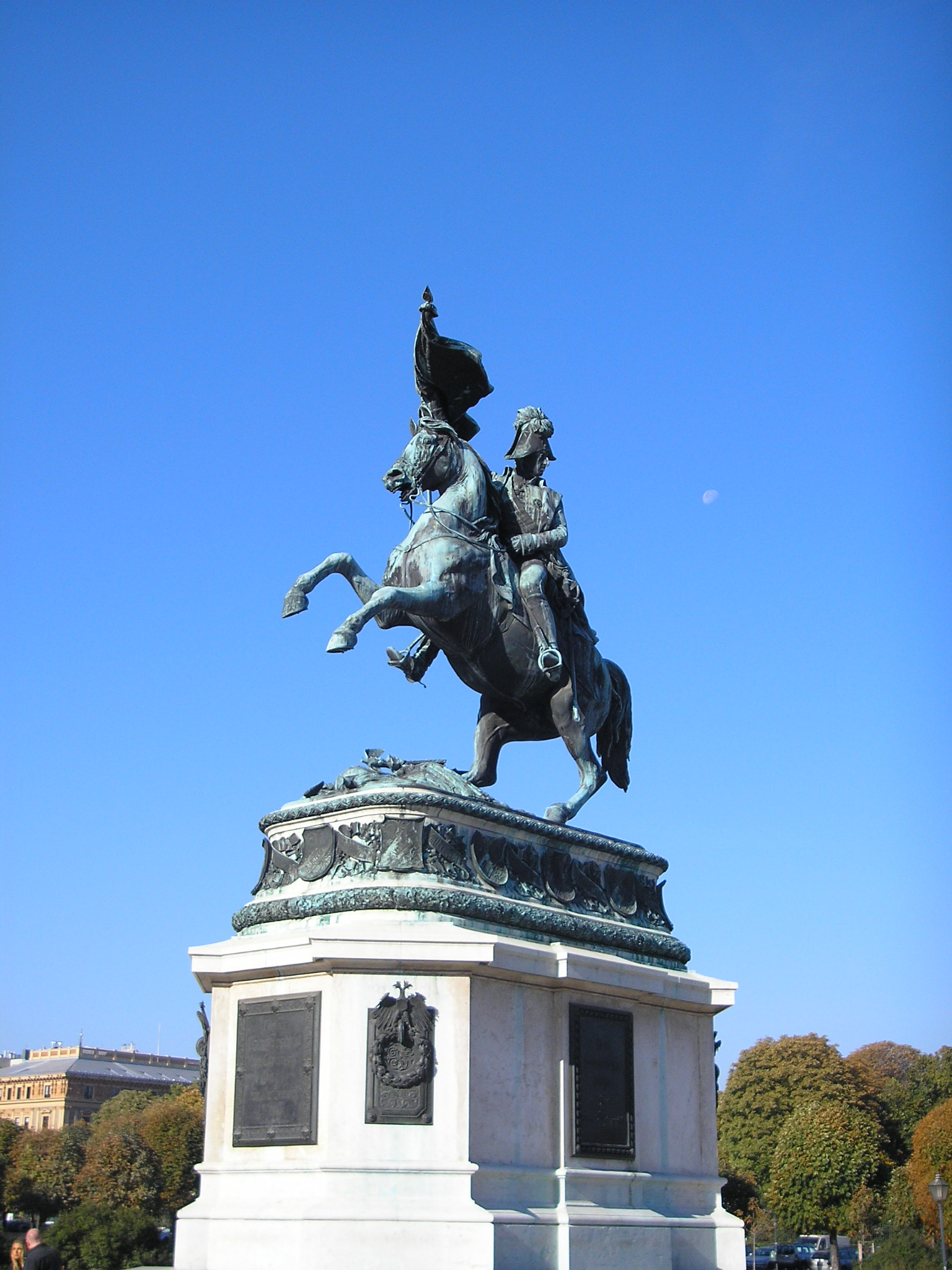
Sockel Reiterdenkmal Erzherzog Karl auf dem Wiener Heldenplatz
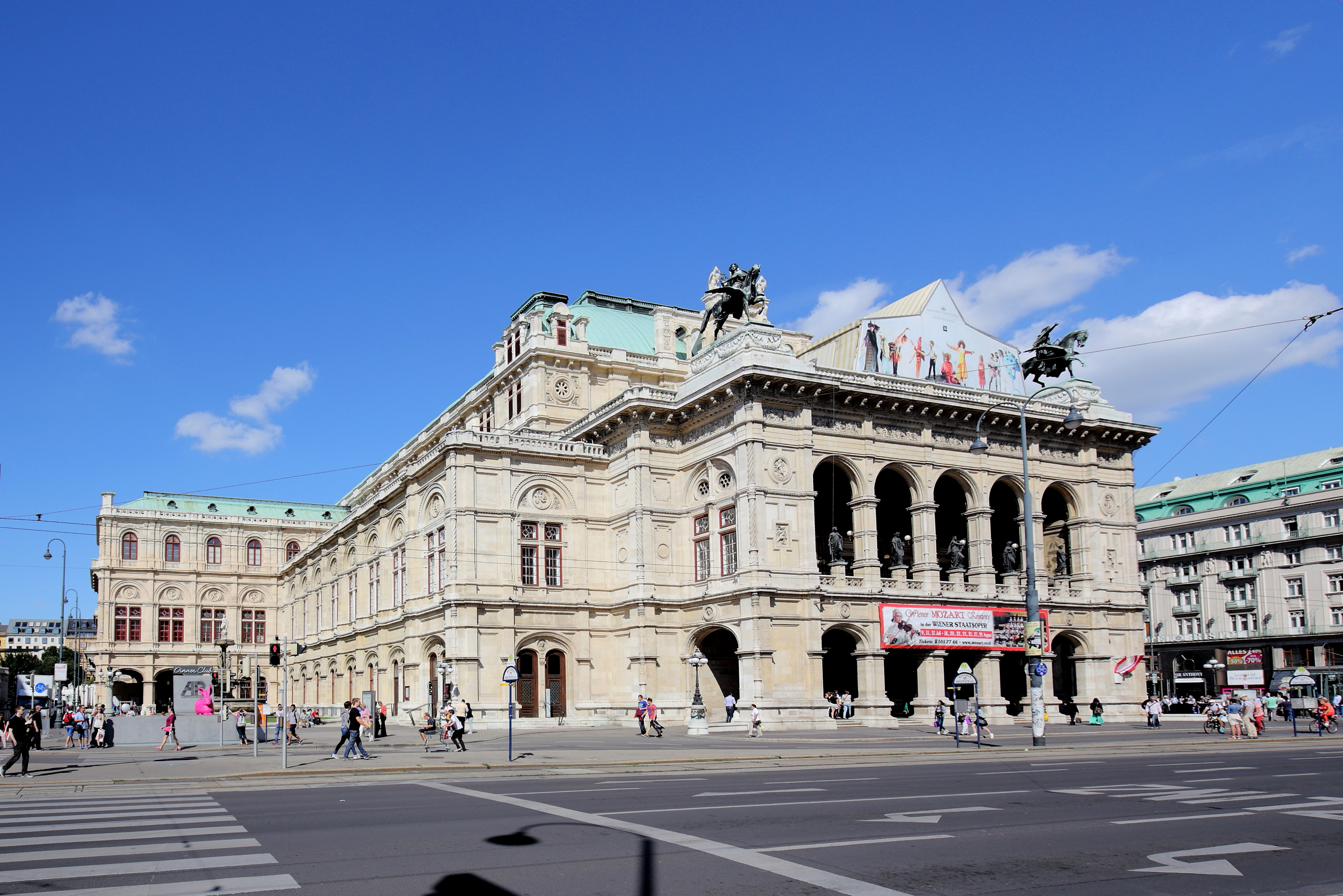
Wiener Staatsoper
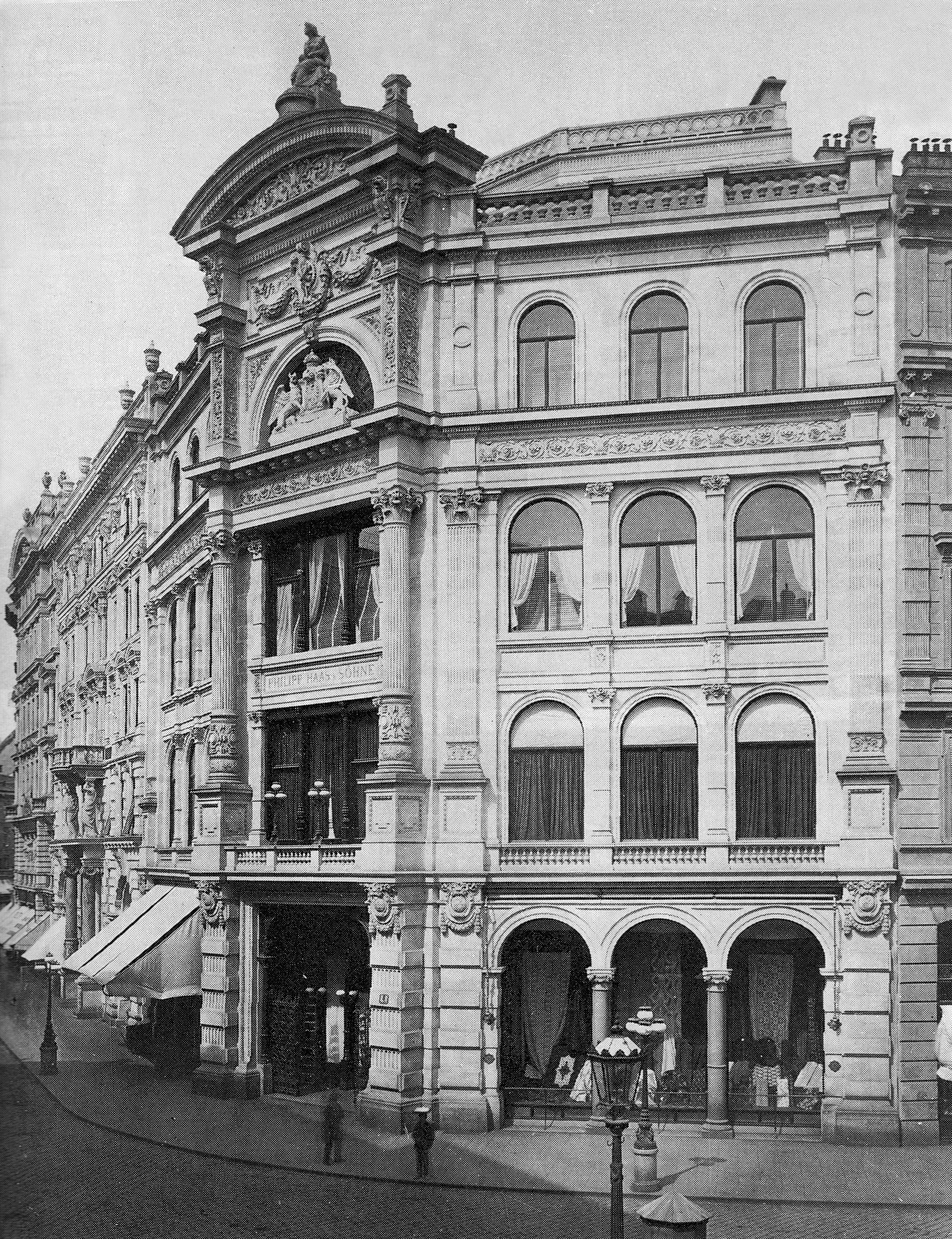
Das Teppichhaus „Philipp Haas & Söhne“ Ende des 19. Jahrhunderts
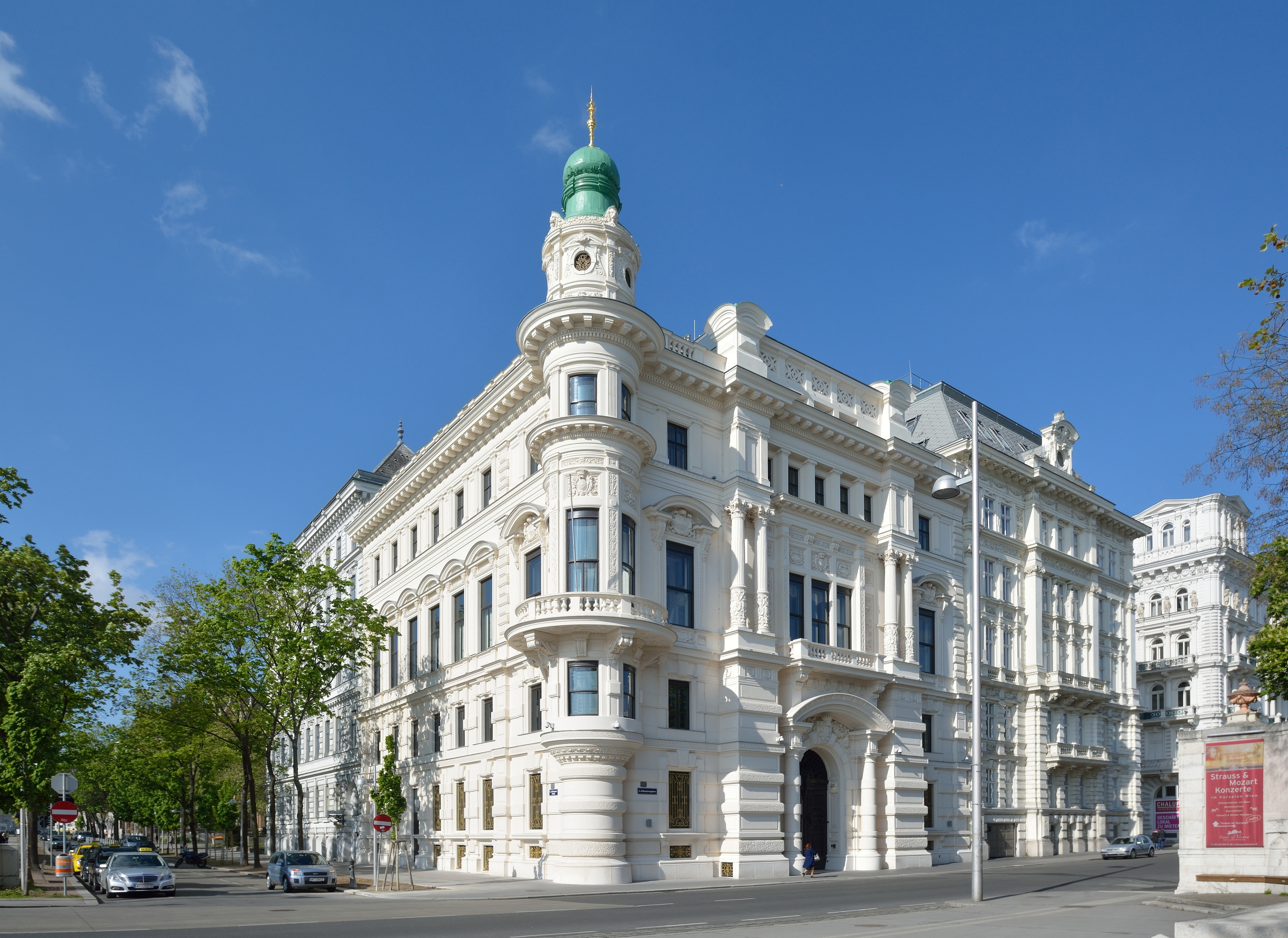
Palais Larisch-Mönnich
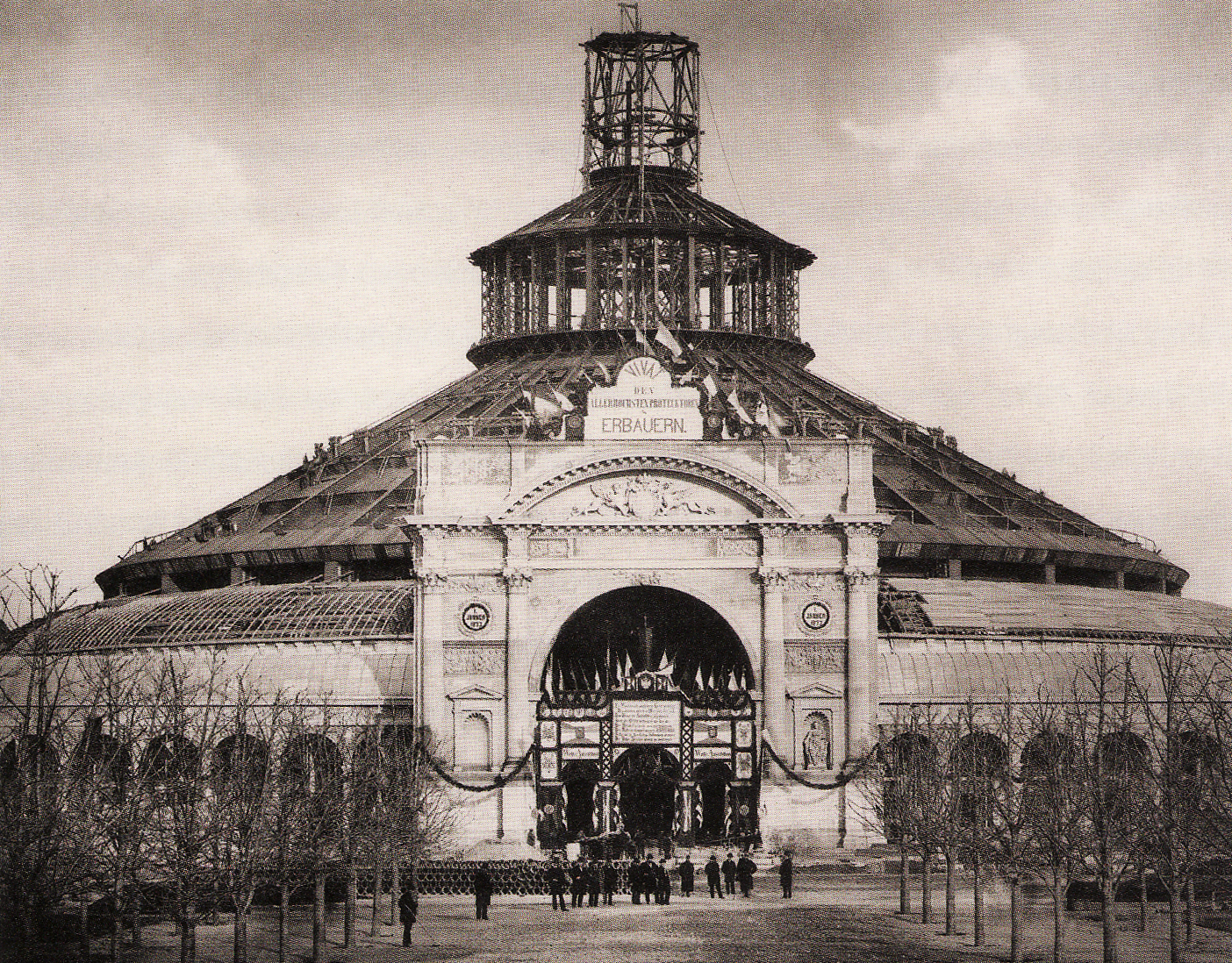
Rotunde/Industriepalast Wiener Weltausstellung 1873

## Bekannte Schüler
- Heinrich von Ferstel (1828–1883)[3]
- Otto Wagner (1841–1918)